# HMS Witch (D89)
«Вітч» (D89) (англ. HMS Witch (D89) — військовий корабель, ескадрений міноносець «Модифікований Торнікрофт» типу «W» Королівського військово-морського флоту Великої Британії за часів Другої світової війни.
Ескадрений міноносець «Вітч» був закладений 13 червня 1918 року на верфі компанії John I. Thornycroft & Company Limited у Вулстоні. 11 листопада 1919 року він був спущений на воду, а тільки в березні 1924 року увійшов до складу Королівських ВМС Великої Британії.
«Вітч» проходив службу у складі британських ВМС у роки Другої світової війни, брав участь у боях на морі, бився у Північній Атлантиці, біля берегів Європи, супроводжував атлантичні транспортні конвої.
За проявлену мужність та стійкість у боях бойовий корабель нагороджений трьома бойовими відзнаками.